# Acropyga paramaribensis
Acropyga paramaribensis är en myrart som beskrevs av Borgmeier 1933. Acropyga paramaribensis ingår i släktet Acropyga och familjen myror. Inga underarter finns listade i Catalogue of Life.